# Neville Brand
Neville Brand (Griswold, 13 agosto 1920 – Sacramento, 16 aprile 1992) è stato un attore statunitense.

## Biografia
Desideroso di intraprendere la carriera militare, Neville Brand si arruolò nel 1939 nell'esercito statunitense, nelle cui file partecipò alla seconda guerra mondiale e ricevette diverse medaglie e decorazioni al merito, fra cui la Silver Star e il Purple Heart. Iniziò a recitare proprio nell'esercito in alcuni filmati di addestramento e, una volta rientrato alla vita civile, sfruttò quest'esperienza per seguire dei corsi di recitazione che gli permisero di apparire in diverse produzioni teatrali a Broadway. 

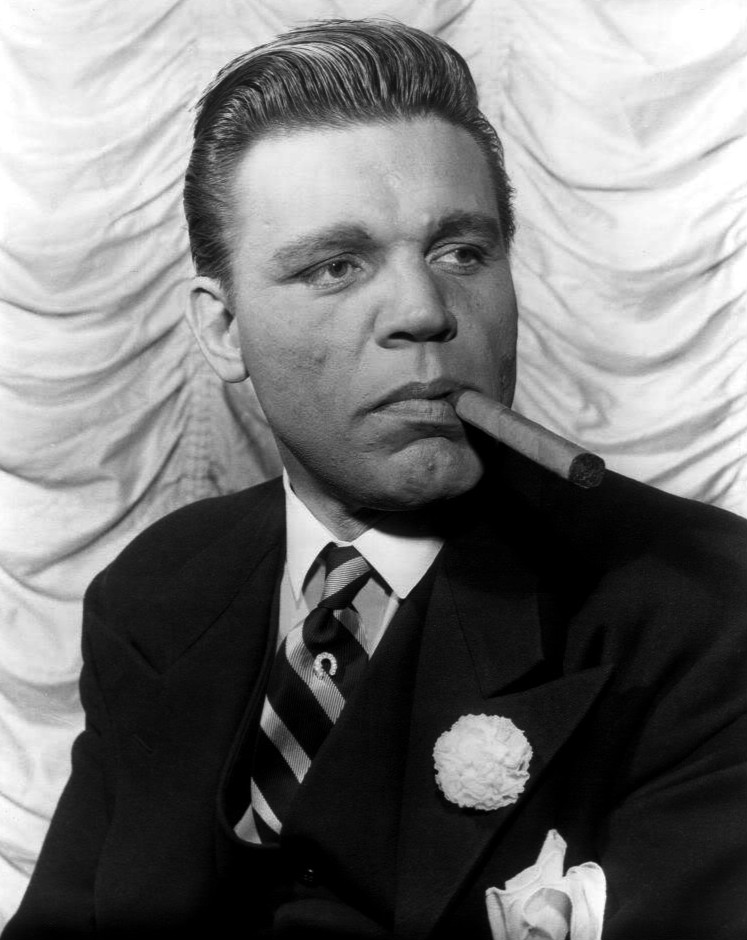
Brand interpreta Al Capone nella serie televisiva Gli intoccabili

Fisico e lineamenti da "duro", Brand ottenne il suo primo ruolo di rilievo sul grande schermo in Due ore ancora (1950), celebre film noir di Rudolph Maté, più volte rifatto in epoche successive. In seguito ottenne ruoli di coriaceo comprimario in pellicole divenute celebri quali Il quarto uomo (1952), il western Il traditore di Forte Alamo (1953) e l'avvincente Stalag 17 (1953) di Billy Wilder, in cui interpretò Duke, irruente prigioniero di guerra e antagonista di William Holden, il commilitone sospettato di delazione con il quale egli si scontra ripetutamente.
L'anno successivo ottenne un ruolo da protagonista nel dramma carcerario Rivolta al blocco 11 (1954), in cui interpretò un detenuto che guida una rivolta contro la durezza delle leggi dello stato, ruolo che gli consentì di guadagnarsi una candidatura ai BAFTA come miglior attore straniero.
L'attore non fu esente da scelte professionalmente meno felici quali Il figliuol prodigo (1955), continuando comunque a lavorare in buone pellicole come Il segno della legge (1957), in cui interpretò uno spietato boss del West, fino a I tre sceriffi (1958), dove interpretò Butch Cassidy. Negli anni successivi scelse lavori di minor successo, tuttavia chiuse la carriera in bellezza partecipando al film Quel motel vicino alla palude (1977), un piccolo horror indipendente ancora capace di terrorizzare. 
Attivo anche in televisione, recitò in diverse serie popolari presso il pubblico, come Gli intoccabili, in cui interpretò il ruolo di Al Capone, Ai confini della realtà, Il virginiano, Bonanza e numerose altre.
A metà degli anni ottanta si ritirò a vita privata e morì di enfisema nel 1992.

## Filmografia parziale

### Cinema
- Il porto di New York (Port of New York), regia di László Benedek (1949)
- Due ore ancora (D.O.A.), regia di Rudolph Maté (1950)
- L'avamposto degli uomini perduti (Only the Valiant), regia di Gordon Douglas (1951)
- Luci sull'asfalto (The Mob), regia di Robert Parrish (1951)
- Okinawa (Halls of Montezuma), regia di Lewis Milestone (1951)
- Il quarto uomo (Kansas City Confidential), regia di Phil Karlson (1952)
- L'indiana bianca (The Charge at Feather River), regia di Gordon Douglas (1953)
- Il suo onore gridava vendetta (Gun Fury), regia di Raoul Walsh (1953)
- Il traditore di Forte Alamo (The Man from the Alamo), regia di Budd Boetticher (1953)
- Stalag 17, regia di Billy Wilder (1953)
- Rivolta al blocco 11 (Riot in Cell Block 11), regia di Don Siegel (1954)
- Il figliuol prodigo (The Prodigal), regia di Richard Thorpe (1955)
- La principessa dei Moak (Mohawk), regia di Kurt Neumann (1956)
- Due pistole per due fratelli (Gun Brothers), regia di Sidney Salkow (1956)
- I rapinatori del passo (Fury at the Gunsight Pass), regia di Fred F. Sears (1956)
- La rosa gialla del Texas (The Return of Jack Sleade), regia di Harold D. Schuster (1956)
- Fratelli rivali (Love Me Tender), regia di Robert D. Webb (1956)
- Il marchio del bruto (Raw Edge), regia di John Sherwood (1956)
- Il segno della legge (The Tin Star), regia di Anthony Mann (1957)
- L'uomo solitario (The Lonely Man), regia di Henry Levin (1957)
- La strada dell'oro (The Way to the Gold), regia di Robert D. Webb (1957)
- I tre sceriffi (Badman's Country), regia di Fred F. Sears (1957)
- Lama alla gola (Cry Terror), regia di Andrew L. Stone (1958)
- Cinque vie per l'inferno (Five Gates to Hell), regia di James Clavell (1959)
- Le avventure di Huck Finn (The Adventures of Huckleberry Finn), regia di Michael Curtiz (1960)
- Testa o croce (The George Raft Story), regia di Joseph M. Newman (1961)
- L'occhio caldo del cielo (The Last Sunset), regia di Robert Aldrich (1961)
- L'uomo di Alcatraz (Birdman of Alcatraz), regia di John Frankenheimer (1962)
- F.B.I. contro Al Capone (The Scarface Mob), regia di Phil Karlson (1962)
- L'isola della violenza (Hero's island), regia di Leslie Stevens (1962)
- F.B.I. - Operazione gatto (That Darn Cat), regia di Robert Stevenson (1965)
- Non uccidevano mai la domenica (The Desperados), regia di Henry Levin (1969)
- Tora! Tora! Tora!, regia di Richard Fleischer (1970)
- Mad Bomber - L'uomo sputato dall'inferno (The Mad Bomber), regia di Bert I. Gordon (1972)
- La stella di latta (Cahill - United States Marshal), regia di Andrew V. McLaglen (1973)
- Omicidio per un dirottamento (This Is a Hijack), regia di Barry Pollack (1973)
- Un magnifico ceffo da galera (Scalawag), regia di Kirk Douglas (1973)
- Quel motel vicino alla palude (Eaten Alive), regia di Tobe Hooper (1977)
- Cinque giorni da casa (Five Days from Home), regia di George Peppard (1977)
- La nona configurazione (The Ninth Configuration), regia di William Peter Blatty (1980)
- Horror - Caccia ai terrestri (Without Warning), regia di Greydon Clark (1980)
- Demoni della notte (Evils of the Night), regia di Mardi Rustam (1985)

### Televisione
- General Electric Theater – serie TV, episodi 1x02-6x23 (1953-1958)
- Stage 7 – serie TV, episodio 1x14 (1955)
- Screen Directors Playhouse – serie TV, episodio 1x04 (1955)
- Climax! – serie TV, episodi 3x11-3x36 (1956-1957)
- Pursuit – serie TV, episodio 1x04 (1958)
- Target – serie TV, episodio 1x07 (1958)
- The Texan – serie TV, episodio 1x01 (1958)
- Westinghouse Desilu Playhouse – serie TV, episodi 1x20-1x21 (1959)
- The DuPont Show of the Month – serie TV, episodio 3x01 (1959)
- Gli intoccabili (The Untouchables) – serie TV, 4 episodi (1959-1961)
- Gli uomini della prateria (Rawhide) – serie TV, episodi 2x14-6x01 (1960-1963)
- Bonanza – serie TV, 3 episodi (1960-1971)
- Ben Casey – serie TV, episodio 2x24 (1963)
- The Lieutenant – serie TV, episodio 1x04 (1963)
- Sotto accusa (Arrest and Trial) – serie TV, episodio 1x18 (1964)
- Ai confini della realtà (The Twilight Zone) – serie TV, episodio 5x31 (1964)
- Laredo – serie TV, 56 episodi (1965-1967)
- Il virginiano (The Virginian) – serie TV, 2 episodi (1965-1970)
- Tarzan – serie TV, episodio 2x25 (1968)
- Uno sceriffo a New York (McCloud) – serie TV, 3 episodi (1972-1975)
- Sulle strade della California (Police Story) – serie TV, un episodio (1975)
- Pepper Anderson - Agente speciale (Police Woman) – serie TV, un episodio (1975)
- Kojak – serie TV, episodio 3x04 (1975)
- Baretta – serie TV, un episodio (1977)
- Quincy (Quincy, M.E.) – serie TV, episodio 4x17 (1979)
- Fantasilandia (Fantasy Island) – serie TV, un episodio (1980)

## Doppiatori italiani
- Nino Pavese in L'avamposto degli uomini perduti, Il traditore di Forte Alamo
- Emilio Cigoli in Rivolta al blocco 11, La rosa gialla del Texas
- Luigi Pavese in Il figliuol prodigo, Il segno della legge
- Bruno Persa in Il marchio del bruto, L'occhio caldo del cielo
- Pino Locchi in Cinque vie per l'inferno, F.B.I. - Operazione gatto
- Stefano Sibaldi in Okinawa
- Nino Bonanni in L'indiana bianca
- Vinicio Sofia in Il suo onore gridava vendetta
- Cesare Polacco in Stalag 17 - L'inferno dei vivi
- Alberto Lupo in La principessa dei Moak
- Renato Turi in Due pistole per due fratelli
- Mario Pisu in Fratelli rivali
- Gualtiero De Angelis in L'uomo solitario
- Mario Bardella in Le avventure di Huck Finn
- Manlio Busoni in L'uomo di Alcatraz
- Roberto Villa in Non uccidevano mai la domenica
- Ferruccio Amendola in Tora! Tora! Tora!
- Pier Luigi Zollo in La stella di latta
- Antonio Guidi in Quel motel vicino alla palude
- Ettore Conti in I giustizieri della costa
- Saverio Indrio in Due ore ancora (ridoppiaggio)